# Faylaq al-Rahmane
Pour les articles homonymes, voir Rahmane.
Faylaq al-Rahmane (arabe : فيلق الرحمن, « La Légion du Tout Miséricordieux ») est un groupe rebelle de la guerre civile syrienne.

## Fondation
Faylaq al-Rahmane est fondée en novembre 2013 par le rassemblement de plusieurs groupes rebelles, dont le Liwa al-Bara et la 1re division,. 

## Affiliations
Faylaq al-Rahmane est affilié à l'Armée syrienne libre,,,,,.

## Idéologie
Faylaq al-Rahmane est nationaliste et islamiste et proche des Frères musulmans,, qui prône un état civil et démocratique. Le groupe est considéré comme modéré par Charles Lister, chercheur américain au Brookings Doha Center. Selon Aron Lund, chercheur suédois à la Fondation Carnegie pour la paix internationale, la légion est composée de factions locales et de groupes islamistes traditionnels ayant refusé de rallier les salafistes de Jaych al-Islam. Elle entretient également de très mauvaises relations avec le Front al-Nosra, qui qualifie les combattants de Faylaq al-Rahmane de « laïcs » et d'« apostats ».

## Effectifs et commandement
En 2015, Faylaq al-Rahmane revendique 7 000 combattants,. La même année le chercheur américain Charles Lister estime ses effectifs à plutôt 2 000 hommes. Début 2018, Le Monde chiffre ses effectifs de 8 000 à 9 000 hommes dans la Ghouta orientale,. Lorsque le groupe quitte la Ghouta en mars 2018, il compte près de 12 000 combattants selon l'Observatoire syrien des droits de l'homme (OSDH).
Les forces de Faylaq al-Rahmane sont divisées en plusieurs groupes ; la Brigade Al-Baraa, les Brigades Al-Habib al-Mustafa, la Brigade Um al-Qara, la Brigade Jund al-Asimah et plusieurs autres.
Faylaq al-Rahmane est commandée par le capitaine Abed al-Naser Shmer, un ancien officier de l'armée syrienne,,.

## Actions et zones d'opérations
Le groupe est actif dans le Gouvernorat de Rif Dimachq, il est présent dans la Ghouta orientale, dans les montagnes du Qalamoun, il est le mouvement rebelle le plus puissant dans le quartier de Jobar, à l'est de Damas,,. À partir de 2016, il est aussi le groupe rebelle le plus puissant dans la Ghouta orientale après Jaych al-Islam. Ses forces sont présentes dans l'ouest de cette zone.
Faylaq al-Rahmane prend part à la bataille de la Ghouta orientale contre le régime syrien, à plusieurs reprises il entre également en conflit avec le groupe Jaych al-Islam. 
Début 2018, les forces de Faylaq al-Rahmane sont durement éprouvées par une offensive du régime syrien. Mi-mars, le groupe ne tient plus que la ville d'Arbine et les quartiers de Zamalka (en), Aïn Tarma (en), Hazeh et Jobar (en), à l'est de Damas. Le 23 mars, Faylaq al-Rahmane capitule. Waël Olwan, porte-paroles du groupe explique que la négociation avec la Russie visait « à trouver une solution pour mettre fin aux souffrances humaines, quel qu'en soit le coût », et déclare : « En raison de l'escalade majeure de la violence incluant l'utilisation d'armes interdites au niveau international, accompagnée du silence et de l'inaction de la communauté internationale, et de l'intensification des meurtres de masse par la Russie, les milices d'Assad et l'Iran... un accord a été obtenu après des négociations directes avec la Russie ». Après la conclusion de cet accord avec la Russie, ses combattants sont évacués en bus avec les membres de leurs familles vers le gouvernorat d'Idleb,. 
Selon l'OSDH, les combattants de Faylaq al-Rahmane et leurs familles s'établissent alors à Afrine, récemment prise par les rebelles et les Turcs aux Forces démocratiques syriennes.

## Ralliements
L'Union islamique Ajnad al-Cham annonce sa dissolution le 18 février 2016 et son ralliement à Faylaq al-Rahmane,.

## Soutiens
Faylad al-Rahmane est soutenu par le Qatar et la Turquie,,,. Le capitaine Abdel Nasser Shmeir, ancien membre de l'armée syrienne, aurait fondé Faylaq al-Rahmane avec plusieurs millions de dollars reçus du Qatar en octobre 2012, en échange de la libération de quarante-huit pèlerins iraniens capturés par ses hommes.